# Eoplectreurys gertschi
Genre
Espèce
Eoplectreurys gertschi, unique représentant du genre éteint Eoplectreurys, est une petite espèce d'araignées aranéomorphes de la famille des Plectreuridae.
Sa découverte dans le Jurassique de Chine en fait la plus ancienne espèce de cette famille, environ 120 Ma (millions d'années) plus « vieille » que l'espèce la plus ancienne précédemment connue, Palaeoplectreurys baltica  Wunderlich, 2004, qui est datée de l’Éocène supérieur, soit il y a environ entre 49 et 44 Ma.

## Distribution et datation
Cette espèce a été découverte dans les bancs de Daohugou dans le xian de Ningcheng en Mongolie-Intérieure dans le nord-est de la Chine. Il s'agit de sédiments constitués de cendres volcaniques finement laminées (tufs), de siltstones tufacés et de calcaires fins déposés dans un lac dans une région volcanique. L'âge des bancs de Daohugou a été longtemps discuté, ils sont maintenant rattachés à la formation de Tiaojishan. Une datation argon-argon en 2012 a confirmé plusieurs études précédentes et leur a attribué un âge de (164 ± 4 Ma) à la limite entre le Jurassique moyen et supérieur,,.

## Description
Eoplectreurys gertschi est une petite araignée plectreuridé. La carapace presque circulaire de son corps a un diamètre de seulement 3 millimètres (chélicères exclus).

## Paléoenvironnement
Les épisodes volcaniques et la finesse des sédiments lacustres ont permis une fossilisation et une préservation exceptionnelles de la faune et de la flore avec des plantes, des insectes, des crustacés (Laevicaudata et Anostraca), des arachnides, des salamandres, des dinosaures théropodes, des ptérosaures et des « proto-mammifères » et mammifères.

## Étymologie
Cette espèce est nommée en l'honneur de Willis John Gertsch.

## Publication originale
- (en) Selden & Huang, 2010 : The oldest haplogyne spider (Araneae: Plectreuridae), from the Middle Jurassic of China. Naturwissenschaften, vol. 97, p. 449–459 (texte intégral).